# Jason Smith (football américain)
Pour les articles homonymes, voir Jason Smith et Smith.
(en) Statistiques sur pro-football-reference
Jason Smith, né le 30 avril 1986 à Dallas (Texas), est un joueur américain de football américain évoluant au poste d'offensive tackle.
Étudiant à l'Université Baylor, il joua pour les Baylor Bears.
Il est drafté en 2009 à la 2e place (premier tour) par les Rams de Saint-Louis. Il remplace Orlando Pace, laissé libre à l'intersaison.
Pour la saison 2012, il est échangé aux Jets de New York, qui le laissent partir à la fin de la saison. En 2013, il signe avec les Saints de La Nouvelle-Orléans.